# اللواء 19 مشاة (اليمن)
اللواء 19 مشاة هو لواء مشاة يمني يتبع القوات البرية اليمنية يتمركز في مديرية بيحان بمحافظة شبوة، ويتبع عمليات المنطقة العسكرية الثالثة.

## تاريخ
في فبراير 2015 سيطر مقاتلو تنظيم القاعدة على مقر اللواء في مديرية بيحان عقب مواجهات بين الطرفين.

## القادة
| م | القائد                        | بداية | نهاية | المدة |
| - | ----------------------------- | ----- | ----- | ----- |
| 1 | العميد الركن/علي صالح الكليبي | 2017  | 2021  |       |
| 2 | العقيد عبدالله محمد الفرجي    | 2021  |       |       |